# 石塚敦子
石塚敦子（日语： Ishizuka Atsuko，1981年9月3日—），日本女性2D動畫作家、動畫導演。MADHOUSE所屬。出身於愛知縣岡崎市。

## 來歷
石塚敦子畢業於岡崎市立六美北中學校。在愛知縣立藝術大學就讀期間，她作為動畫作家開始創作活動。
《引力》（2003年）在NHK《數位體育場》最佳精選、及該節目的「Award 2003 最終回」第16屆DoGACG動畫大賽上獲得入選。《CREMONA》（2003年）獲得第2屆獨立音樂動畫祭的春田克典獎，並在第16屆DoGA·CG動畫大賽上獲得佳作。
大學4年級時，她負責製作Local Bus的宣傳影片和au的鈴聲影片。她一邊工作一邊尋找工作。2004年4月大學畢業後，加入動畫製作公司MADHOUSE。
2018年，其電視動畫《比宇宙更遠的地方》獲得《紐約時報》十大國際戲劇獎。

## 參加作品

### 電視動畫
2004年
- MONSTER（—2005年，設定製作、最終話（部分章節）分鏡）※首次參加電視系列。

2006年
- NANA（—2007年，助理導演、分鏡、演出、原畫）

2007年
- 新楓之谷（—2008年，助理導演、分鏡、演出、原畫）

2008年
- 秘密 ～The Revelation～（分鏡、演出、原畫）
- 黑塚 KUROZUKA（ED分鏡&演出）
- 魍魉之匣（演出）

2009年
- 奇奇的異想世界 新的家（分鏡）
- 青色文學系列
  - 蜘蛛之絲（導演、編劇、分鏡）
  - 地獄變（導演、編劇、分鏡）

2011年
- 花牌情緣（—2012年，分鏡、原畫）

2012年
- 櫻花莊的寵物女孩（—2013年，導演[3]、分鏡、演出、ED演出）
- BTOOOM！（ED分鏡）

2014年
- NO GAME NO LIFE 遊戲人生（導演、分鏡、演出）
- 花舞少女（導演、演出、OP分鏡&演出）

2016年
- 疾走王子 Alternative（導演、分鏡、演出）

2018年
- 比宇宙更遠的地方（導演[4]、分鏡、演出）

2019年
- 花牌情緣3（分鏡）

2024年
- 一兆＄遊戲（分鏡）

### 電影動畫
- 劇場版 琴之森（2007年，演出）
- NO GAME NO LIFE -ZERO- 遊戲人生 -零-（2017年，導演）
- 再見了，橡果兄弟！－奇蹟的暑假－（2022年，導演、編劇）

### OVA
- 超自然檔案 THE ANIMATION（2011年，導演）

### 遊戲
- 女神異聞錄4 黃金版（2012年，OP動畫導演）
- 女神異聞錄4 終極深夜鬥技場（2012年，動畫影片導演）

### 其它
- 櫻見丘（宣傳影像）／Local Bus（日语：Local Bus）（2004年3月17日發行）

大家的歌
◆記號表示一首5分鐘的歌曲（長歌）。
1. 月之華爾滋（日语：月のワルツ）／諫山實生（日语：諫山実生）（2004年10月、11月播出）◆
2. 千之花 千之空（日语：千の花 千の空）／清田愛未（日语：清田まなみ）（2005年10月、11月播出）◆

## 電視出演
- NANA的房間（2006年10月25日，日本電視台）—出現在製作現場介紹工作。
- 『超自然檔案 THE ANIMATION』 緊急特別節目之另一種追擊！（2011年1月1日，BS11）

## 外部連結
- 石塚敦子的官方個人網站 （日語）[]
- ，存于 （日語）